# M21 (Moldavië)
De M21 is een hoofdweg in Moldavië met een lengte van 60 kilometer. De weg loopt van Chisinau via Dubăsari naar de grens met Oekraïne. In het Oekraïne loopt de weg als M13 verder naar Kropyvnytsky.
Een deel van de M21 ligt in de de facto onafhankelijke republiek Transnistrië. Daardoor heeft de Moldavische overheid geen zeggenschap over dit deel van de weg.
Tussen Chisinau en het knooppunt met de M14 lopen de E58 en E581 met de M21 mee. Na dit knooppunt is de weg onderdeel van de E584.

## Geschiedenis
In de tijd van de Sovjet-Unie was de M21 onderdeel van de Russische M21. Deze weg liep van Chisinau naar Wolgograd. Na de val van de Sovjet-Unie in 1991 behielden het Moldavische en Russische deel van de weg het nummer M21. In Oekraïne kreeg de weg nieuwe nummers.
M1 · 
M2 · 
M3 · 
M4 · 
M14 · 
M21